# Музей археологии Батурина
Музей археологии Батурина — музей в городе Батурин Бахмачского района Черниговской области. Входит в состав Национального историко-культурного заповедника «Гетьманская столица».

## Здание
Музей расположен в здании памятника архитектуры местного значения — Воскресенской церковноприходской школе (1904 г.), построенной в комплексе из Восресенской церковью — усыпальницей гетмана Кирилла Разумовского в историческом центре Батурина.
Здание кирпичное, прямоугольное в плане, одноэтажное. Архитектор неизвестен.
Использовалось как помещение церковноприходской школы и детского сада.
В 2005 г. прийнято на баланс заповедника «Гетьманская столица».
Реставрация произведена в 2005—2008 гг.

## История музея
Музей создан на базе коллекций находок, собранных во время работы в Батурине (из 1995 г.) археологической экспедиции.
Открытие Музея археологии Батурина состоялось 22 января 2009, в День соборности Украины, Президентом Виктором Ющенко.

## Экспозиция
Тематика музея охватывает значительный промежуток времени — от появления на территории Батурина первых людей и до гибели города 13 (2) ноября 1708.
Экспозиция Музея археологии Батурина построена в трех тематических направлениях: «Батурин древний», «Батурин казаческий», «Батурин — гетманская резиденция».
В зале «Батурин древний» можно увидеть кости мамонтов и других древних животных, которые ходили по нашей земле ещё 10 тыс. лет назад. Каменные орудия труда периода неолита, большое количество украшений времен Киевской Руси.
Экспозиция «Батурин казаческий» посвящена литовско-польскому и казаческому периодам истории Батурина, охватывает время с XIV в. до 1669. Здесь представлены изделия местных ремесленников, казацкое оружие, снаряжение и предметы быта, копии документов и карт того времени. Уникальный экспонат — рыцарский пояс с посребрением, серебряный талер 1622, казацкий сапог, повстанческое оружие и другие не менее интересные вещи. Здесь представлены деревянные бревна, которыми были выложены откосы рва Цитадели Батуринской крепости и которым уже более 300 лет.
Экспозиция «Батурин — гетманская резиденция» посвящена яркому гетманскому периоду в истории Батурина. С 1669 по 1708 город был резиденцией гетманов Д. Игнатовича, И. Самойловича, И. Мазепы и центром политической, экономической и культурной жизни Гетманщины.
Гетманская столица на пике своего взлета была полностью уничтожена русской армией под командованием А. Меньшикова 13 (2) ноября 1708. Символом событий 1708 года стала обожженная икона Богоматери с Младенцем на медной пластине со следами позолоты работы мастеров Киево-Печерской Лавры конца XVII в. лежавшая в могиле пожилой женщины с разбитым черепом. Красноречивыми свидетелями этих событий являются обломок орудия-мортиры, стоявшей на стенах крепости и обломок церковного колокола. Тема уничтожения Батурина не оставляет равнодушными и современных художников. Мастера кисти Андрей Ивахненко и Николай Данченко передали эту картину в своих художественных произведениях.
Благодаря планомерным ежегодным раскопкам Музей археологии Батурина продолжает пополняться раритетными находками. В музее организуются временные выставки, проводятся тематические занятия для учащейся молодежи, лекции.